# Silene kemoniana
Silene kemoniana är en nejlikväxtart som beskrevs av C.Brullo, Brullo, Giusso, Ilardi och Sciandr. Silene kemoniana ingår i släktet glimmar, och familjen nejlikväxter. Inga underarter finns listade i Catalogue of Life.